# Men of War (jeu vidéo)
Pour les articles homonymes, voir Men of War.
Men of War (en russe : тылу В врага 2: пустыни Лис, littéralement « Derrière les lignes ennemies 2 : Renard du désert ») est un jeu de tactique en temps réel et la suite du jeu Faces of War de 2006, développé en partenariat avec Best Way par Digitalmindsoft et publié par 1C Company, 505 Games et Aspyr Media.
La campagne solo se déroule pendant la Seconde Guerre mondiale avec les combats caractéristiques se situant en Union soviétique, Grèce et Afrique du Nord à travers trois campagnes différentes pour les Américains, les Allemands et les Soviétiques. Men of War dispose également du Japon comme une faction multijoueur.

## Système de jeu
Men of War se joue de la même façon que Faces of War et Soldiers: Heroes of World War II, avec cependant quelques différences majeures. Dans Soldiers, le joueur contrôle un petit groupe de soldats combattant l'ennemi. Dans Faces of War, le joueur contrôle un petit nombre d'hommes en combattant lors de grandes batailles aux côtés de nombreux alliés. Dans Men of War, ces deux  types de scénarios sont présents, mais parfois, le joueur reçoit le contrôle complet sur plusieurs dizaines d'unités. Il n'est d’ailleurs pas rare pour un joueur d'avoir un contrôle simultané sur plusieurs lignes de défense. Pour simplifier la gestion de toutes ces unités, le joueur a la capacité d'organiser ses troupes en escouades. Il est également possible de faire appel à des renforts d'unités ou d'obtenir des barrages d'artillerie ou encore des appuis aériens. Les unités navales, telles que des torpilleurs et des sous-marins, sont contrôlables pour la première fois dans la série.
Le jeu comprend les troupes et les arsenaux des États-Unis, du Royaume-Uni, de l'Union soviétique, de l'Allemagne, du Japon mais également de divers mouvements de résistance (en particulier pour la Russie et la France). L'expansion, Red Tide ajoute les forces armées de la Roumanie et de l'Italie.

## Campagne
Men of War dispose de 19 missions solo réparties sur trois campagnes différentes. Le jeu propose deux campagnes alliées (soviétique et américaine) ainsi qu’une campagne allemande. La campagne soviétique s'étend sur les premières batailles du Front de l'Est en passant par le début de la contre-offensive soviétique. La campagne commence avec la bataille de Rostov[Laquelle ?] et se termine après la bataille de Seelow Heights, avec un épilogue montrant le jour de la capture de Berlin par l’Union Soviétique. Le joueur est représenté par Alexei Kuznetsov et Victor Smirnov. La campagne alliée du camp américain et la campagne allemande prennent place dans le théâtre des opérations en Afrique du Nord. Le scénario Allemand se déroule dans l’Afrika Korps et suit le parcours d'un jeune et talentueux commandant du corps d'élite des Fallschirmjäger appelé Günther Borg qui, après chaque bataille, devient peu à peu déçu par l'Allemagne nazie. L’action se situe en Grèce (bataille de Crète), Libye (Tobrouk) et en Tunisie. La campagne alliée suit une unité d'élite américaine de Rangers commandée par Terry Palmer et le Cpl.Robinson au cours de l'opération Torch qui se battent aux côtés des « Rats du désert » Britanniques de la septième division blindée, d'autres soldats américains mais aussi Henri d'Astier de la Résistance française.
Il y a aussi un certain nombre de missions bonus, qui impliquent à la fois des objectifs de défense et d’attaque.
Les campagnes solo peuvent être jouées par réseau local TCP/IP ou sur Internet.

## Multijoueur
En multijoueur, il y a le choix entre 5 factions différentes : les États-Unis, les forces du Commonwealth, l'Allemagne, l'Union soviétique et le Japon. Il existe une variété de modes de jeu, y compris de combats, batailles de zone, lignes de front et des missions coopératives qui étaient déjà présentes dans Soldiers mais aussi deux nouveaux modes tels que la capture de drapeaux de victoire ou encore celle de marchandises de valeur.
Men of War a introduit un système de classement basé sur le ratio de victoires/défaites d'un joueur avec les différentes factions multijoueurs.
Le jeu possède le système de contrôle direct, caractéristique de la série, qui permet au joueur de prendre le contrôle des mouvements et actions d'une unité avec le clavier et la souris, incluant la possibilité de tirer à la 3e personne.

## Accueil
| Men of War    |      |       |
| Média         | Pays | Notes |
| Gamekult      | FR   | 7/10  |
| GameSpot      | US   | 75 %  |
| Jeuxvideo.com | FR   | 15/20 |

Men of War a reçu un accueil généralement favorable.

## Extensions

### Men of War: Red Tide
Quatre mois après la sortie de Men of War, un seul pack d'extension appelé Men of War : Red Tide a été annoncé.
L'expansion ajoute 20 nouvelles missions solo, où le joueur prend le contrôle des forces d'élite de Marines Soviétiques (Black coats) dans les campagnes de la Seconde Guerre mondiale aux alentours de la mer Noire, luttant contre les roumains, les allemands ainsi que les forces italiennes.
L'histoire est basée sur les écrits d'Alexandre Zorich.

### Men of War: Assault Squad
Assault Squad est le seul pack d'extension du co-développeur Digitalmindsoft
,, il comprendra 15 nouvelles missions et sera davantage axé sur l'infanterie dans les combats se déroulant sur le Front de l’Ouest.

### Men of War: Vietnam
Vietnam sera la seule extension développée par 1C en interne, Digitalmindsoft se concentrant sur Assault Squad
Il fut annoncé pour la première fois le 8 juin 2010 et celui-ci sortira en France le 13 septembre 2011

### Men of War: Assault Squad 2
L'extension Assault Squad 2 bénéficia d'une phase d'accès anticipé sur la plateforme Steam dès le 20 mars 2014. La version finale sorti le 15 mai 2014.

## Fonction cachée oueaster egg
- Dans le jeu Men of War, pendant la seconde mission soviétique, dès que vous pénétrez une maison au nord-ouest, des Allemands se mettent à jouer de la musique.
- Dans le jeu Men of War, pendant la troisième mission soviétique, près du Q.G. allemand, vous trouverez un objet nommé "caisse mystérieuse". Elle ne semble ne pas avoir de caractéristiques spéciales.